# Ugunskrusts
Ugunskrusts (latvijski izraz za 'ognjeni križ'; tudi pērkonkrusts ('križ groma', 'križ groma), križ Perkūnas, križ vej, križ Laima) je svastika kot simbol v latvijski folklori.
Svastika je starodavni baltski simbol gromovnega križa (pērkona krusts; tudi ognjeni križ, ugunskrusts ), ki se uporablja za okrasitev predmetov, tradicionalnih oblačil in pri arheoloških izkopavanjih. Latvija je prevzela svastiko za svoje letalstvo leta 1918/1919 in jo uporabljala do sovjetske okupacije leta 1940. Sam križ je bil kostanjev na belem ozadju, ki je zrcalil barve latvijske zastave. Prejšnje različice so bile usmerjene v nasprotni smeri urinega kazalca, poznejše različice pa v smeri urinega kazalca in so odstranile belo ozadje. Različne druge enote latvijske vojske in Latvijska vojna šola (predhodnica Nacionalne obrambne akademije) so prav tako sprejele simbol v svojih bojnih zastavah in oznakah med latvijsko vojno za neodvisnost.

Stiliziran ognjeni križ je osnova Reda Lāčplēsisa, najvišjega vojaškega odlikovanja Latvije za udeležence osamosvojitvene vojne. Pērkonkrusts, ultra-nacionalistična politična organizacija, dejavna v tridesetih letih 20. stoletja, in njeni nasledniki v letih 1990–2010, so prav tako uporabljali ognjeni križ kot enega od svojih simbolov.
- Križ Laima na pasu Lielvārde
- Znak latvijskega letalstva do leta 1940
- Grb župnije Stāmeriena
- Grb župnije Stradi
- Križ Lāčplēsisovega reda
- Zastava Pērkonkrustov